# Michael Mautner
Michael Josef Alexander Mautner (* 1959 in Salzburg) ist ein österreichischer Komponist, Dirigent und Autor.

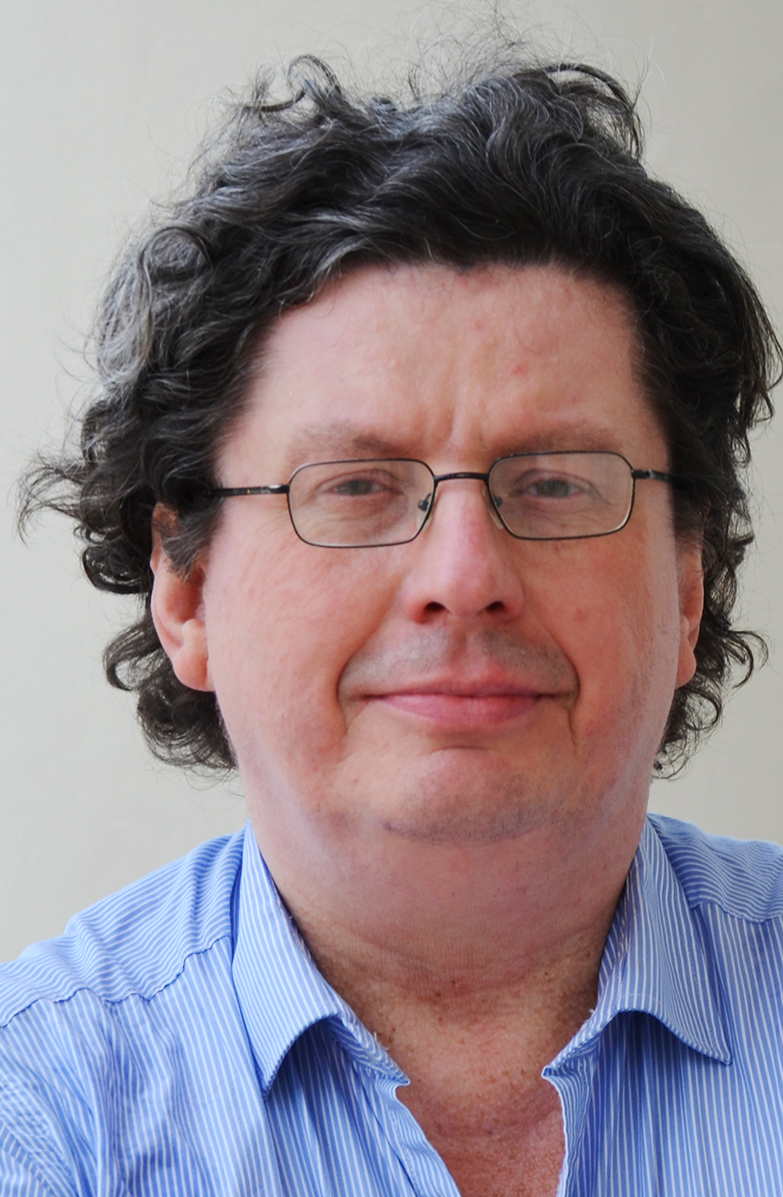
Michael Mautner (2016)

## Leben
Michael Josef Alexander Mautner wurde 1959 in Salzburg geboren und wuchs im Stadtteil Itzling auf. Nach Abschluss seiner Matura 1978 am Musischen Gymnasium Salzburg studierte er von 1979 bis 1985 Komposition bei Gerhard Wimberger und Dirigieren bei Bernard Conz, Mladen Bašić und Michael Gielen an der Hochschule Mozarteum in Salzburg sowie von 1978 bis 1984 an der Universität Salzburg Musikwissenschaft und Philosophie. Während seiner Studienjahre absolvierte er Sommerkurse und Meisterklasse unter anderem bei Witold Lutosławski, Henri Duttilleux, und Hans Werner Henze.
Während seines Studiums war er von 1980 bis 1984 musikalischer Leiter der Elisabethbühne Salzburg (heute: Schauspielhaus Salzburg), wo er seine ersten Kompositionen für das Theater veröffentlichte.
Von 1986 bis 1993 war er als freischaffender Komponist und Dirigent in Paris, unter anderem als Gastdirigent beim Orchestre Padesloup, tätig.
Zwischen 1987 und 1989 arbeitete er während mehrerer Studienaufenthalte für die Syracus Opera Company, NY.
Von 1994 bis 2005 unterrichtete er Angewandte Komposition an der Universität Mozarteum. Seit 2016 leitet er die Lehrveranstaltung Musik und verwandte Künste – Projektorientierte Komposition.
Seit 2002 ist er musikalischer Leiter am Rabenhof Theater in Wien, wo er auch als Komponist und Musikdramaturg tätig ist.
Seit 2005 arbeitet er als Herausgeber für wissenschaftlich-kritische Editionen von Musiktheaterwerken bei der Verlagsgruppe Hermann in Wien. Zurzeit arbeitet er an der wissenschaftlichen Neuausgabe von Giacomo Puccinis Madama Butterfly.
Er ist seit 2014 Musik-Kurator in der Galerie Konzett, wo er zusammen mit Philipp Konzett die Serie KonzettKonzeptKonzert KKK (Kunst – Musik und die Praxis dazwischen) gestaltet.
Er ist Mitglied beim Österreichischen Komponistenbund (ÖKB), und bei der Internationale Gesellschaft für Neue Musik (IGNM).
Michael Mautner schreibt Libretti (Staatsoperette – die Austrotragödie), Feuilletons und Buchbeiträge für Fachliteratur. Er lebt und arbeitet in Wien.

## Werk
Mautner komponierte Orchestermusik, Vokalwerke, Kammermusik, mit besonderer Fokussierung für Bühnenwerke; daneben schuf er auch Arbeiten für Theater, Film und TransArt-Projekte (Musik im Zusammenhang mit bildender Kunst). 1982 war er der erste Kompositionsstudent am Mozarteum, der einen Kompositionsauftrag für die Opernklasse am Haus erhielt (Körners Vormittag nach Friedrich Schiller).
Im Jahr 1995 begann Michael Mautner das multimediale Musiktheaterprojekt COM.MEDIA nach Dante Alighieri. Am 19. Oktober 1996 erfolgte die Performance Dantes’ Fest im noch nicht umgebauten Gasometer, eine simultan-Lesung von Dantes Göttlicher Komödie mit Musik- und Videoinstallationen – gelesen von 33 Personen und einem Solisten (Tobias Moretti).
In den Jahren 1997 bis 2001 folgten die Teile Rasend im Stillstand – Dante’s Inferno, Genuß und Schmerz zugleich – Dante’s Purgatorio und Wenn die Wasser wiederum sich schließen – Dante’s Paradiso.
Dantes Inferno in der Bearbeitung von Michael Mautner wurde im Jahr 2000 in der Sendereihe „kunst-stücke“ auf ORF erstmals im TV ausgestrahlt.
Von 2001 bis 2011 schuf er für und mit dem Künstler und Designer Franz West musikalische Arbeiten für Ausstellungen, Filme und Raum-Klanginstallationen.
Im Sommer 2016 wurde die von Irene Suchy und ihm geschaffene Bühnenfassung des Films Staatsoperette von Franz Novotny und Otto M. Zykan mit seinen musikalischen Ergänzungen bei den Bregenzer Festspielen unter dem Titel Staatsoperette – die Austrotragödie mit großem Erfolg uraufgeführt.

## Stil
Michael Mautner schreibt freitonale Musik, die sowohl atonale Klänge als auch traditionelle Tonalitäten enthält, wobei er den Gesamtverlauf nach dramaturgischen Prinzipien gestaltet („Musik ist eine Form der Kommunikation, eine Erzähltechnik der Innenwelten.“). Die kompositionstechnische Basis seiner autonomen Musikwerke ist eine Verbindung von Zwölftontechnik bzw. Reihentechnik und musique spectrale. Durch Permutationen der jeweiligen Reihe erschließt er harmonische Felder und gestaltet diese nach spektralen Kriterien (Obertöne der Klänge). Dazu verwendet er auch mikrotonale Elemente, die er nach dem ekmelischen Tonsystem (72 Tonstufen innerhalb einer Oktave) notiert.
Er arbeitet an einer Harmonielehre der Mikrotonalität, um jenseits der Dominanz des Geräuschhaften neue Wege der Musik zu erschließen.
Für seine Arbeiten im Bereich angewandter Musik (Film, Theater, TransArt) arbeitet Michael Mautner stilistisch breiter gefächert.

## Auszeichnungen (Auswahl)
- Staatsstipendium für Komposition (1985)
- Prix du Centre Acanthes (1982)
- Silberner Bär in der Kategorie Jugendfilm/Musik (für „Tunnelkind“), Internationale Filmfestspiele Berlin (1990)
- Förderungspreis des Landes Salzburg (1994)
- 1. Preis beim Kompositionswettbewerb der Stadt Wien/Austro Mechana zum Mozartjahr 1991 (Streichquartettsatz)

## Werkverzeichnis (Auswahl)

### Arbeiten für das Musiktheater (Auswahl)
- 1996: Dantes Fest (Simultanlesung als konzertante Installation nach Dante Alighieri)
- 1997: Rasend im Stillstand – Dantes Inferno (Multimediales Musiktheater nach Dante Alighieri)
- 1999: Genuß und Schmerz zugleich – Dantes Purgatorio (Multimediales Musiktheater nach Dante Alighieri)
- 2001: Bevor die Wasser wiederum sich schließen – Dantes Paradiso (Multimediales Musiktheater nach Dante Alighieri)
- 2001: Wests und Zobernigs Zweifel (Singspiel; Konzept: Franz West und Heimo Zobernig)
- 2005: Die Nase (Kinderoper)
- 2015: Die Zwiebel – Kurtoper (Kurzoper nach Kurt Schwitters)
- In Vorbereitung: Zeit der Wölfe – Die Gauneroper (Schauspieloper nach der Beggars Opera von John Gay)

### Orchesterwerke (Auswahl)
- 1985: Konzert für Klavier, 2 Pianisten und (reduziertes) Orchester
- 1992: United Colors
- 1995: Wie aus dem Nichts
- 1993/94: Kadenzen des Windes und der Stille
- 1995/96: Kammersymphonie in den Farben des Regenbogens
- 1998: Sub umbra alarum tuarum (Psalm 57)
- 2004: Der Frauenminister (Österreichische Version)

### Vokalmusik (Auswahl)
- 1986: Cantos I-IV
- 1989: Fassungen
- 2007: Intelletto d'amore
- 2009: Die Fragen hätten Antworten (Text und Konzept: Franz West)
- 2013: A la Nuit
- 2015–17: Sing

### Kammermusik/Ensemblestücke (Auswahl)
- 1983: Traumspiel
- 1987: Streichquartettsatz über ein Motiv von Gerhard Wimberger und ein Thema von Wolfgang Amadeus Mozart
- 1990: 39,4
- 1990: Les Voix d'Orphée I-III
- 1992: Sinfonietta für Oktett
- 1994: Gegenstimme – 18 Metamorphosen für Violine und Klavier
- 1995: Quasi una sonata profunda
- 1997: Between the Lines
- 2003: Levitazione
- 2010: Finis amplius Africae

### Musik für Theater (Auswahl)
- 1984/85: Faust – Teil I und II (Musik zur Tragödie in zwei Theilen von Johann Wolfgang von Goethe)
- 1988: Turandot (Bühnenmusik zu Carlo Gozzis chinesischem Märchen)
- 1992: Quartett (Bühnenmusik zum gleichnamigen Stück von Heiner Müller)
- 1999: Operette (Bühnenmusik zum Theaterstück Operette von Witold Gombrowicz)
- 2002: Austrian Psycho (Musik zur Bühnenfassung des Crash Romans von Franzobel)
- 2004: Harmonie, ein Familienidyll mit Chorgesang in drei Akten (Musik zum gleichnamigen Bühnenstück von Franz Molnár)
- 2005: Über den Dingen (Klanginstallation und Bühnenmusik zur Komödie von Martin Suter)

### Musik für Film (Auswahl)
- 1987: Leon Labadie (Filmmusik zur court-metrage von Ann Chakraverty)
- 1989: Tunnelkind (Filmmusik für den gleichnamigen Film Tunnelkind von Erhard Riedlsperger)
- 1993: Das Grau des Himmels (Filmmusik für den gleichnamigen Film von Ralph Werner)
- 1994: Die Nacht der Nächte (Filmmusik für den gleichnamigen Film von Xaver Schwarzenberger)